# شایستگی فرهنگی
شایستگی فرهنگی یا شایستگی میان‌فرهنگی ساختاری نظری برای مهارت در زبان و تخصص منطقه‌ای است. شایستگی فرهنگی (درونی) توانایی برقراری ارتباط مؤثر و مناسب با مردمان فرهنگ‌های دیگر است:
- مناسب. قوانین، هنجارها و انتظارات از رابطه ارزشمند به میزان قابل توجهی نقض نشده باشد.
- مؤثر اهداف یا پاداش‌های ارزشمند (نسبت به هزینه‌ها و جایگزین‌ها) ایجاد شده باشد.

کسی که دارای شایستگی میان‌فرهنگی است، در تعامل با مردم از فرهنگ‌های خارجی، مفاهیم فرهنگی خاص از ادراک، تفکر، احساس و عمل را درک می‌کند. شایستگی بین فرهنگی گاهی نیز شایستگی میان‌فرهنگی (Cross-Cultural Competence,3C) نامیده می‌شود، اگر چه تمایل به استفاده از تماس بین فرهنگی و مقایسه بین فرهنگ‌ها از قبل وجود دارد.